# Most Nerona
Most Nerona (łac. Pons Neronianus, wł. Ponte Neroniano) – niezachowany do czasów współczesnych starożytny most na Tybrze w Rzymie. Znajdował się w pobliżu współczesnego mostu ponte Vittorio Emanuele II.
Most łączył Pole Marsowe z drugim brzegiem Tybru, w miejscu, gdzie biegła droga łącząca Janikulum ze Wzgórzem Watykańskim. Być może powstał jako łącznik ze wzniesionym na Watykanie przez cesarza Nerona cyrkiem, data jego budowy pozostaje jednak nieznana i nie ma pewności, czy nazwa Pons Neronianus nie została nadana dopiero w średniowieczu.
Most nie odegrał żadnej roli jako przeprawa przez Tyber podczas wojen gockich toczonych w VI wieku, stąd wniosek, że został zniszczony przed tą datą. Źródła średniowieczne wzmiankują go już jako całkowitą ruinę. W XVI wieku papież Juliusz II nosił się z zamiarem odbudowania mostu, do czego jednak nie doszło. Do czasów obecnych zachowały się tylko resztki filarów, widoczne przy niskim stanie wody w rzece.